# Dígito verificador
Dígito verificador ou algarismo de controle é um mecanismo de autenticação utilizado para verificar a validade e a autenticidade de um valor numérico, evitando dessa forma fraudes ou erros de transmissão ou digitação. 
Consiste em um ou mais algarismos acrescentados ao valor original e calculados a partir deste através de um determinado algoritmo. 
Números de documentos de identificação (tais como RG e CPF), cartões de crédito, boletos bancários e quaisquer outros códigos numéricos que necessitem de maior segurança utilizam dígitos verificadores.

## Utilização
O dígito de verificação algoritmos é geralmente projetado para capturar erros de transcrição humano. Em ordem de complexidade, estes incluem o seguinte:
- erros de dígito único, como 1 → 2
- erros de transposição, como 12 → 21
- erros gêmeos, como 11 → 22
- Pular erros de transposição, como 132 → 231
- Ir erros gêmeos, como 131 → 232
- erros fonéticos, como 3 → 6 ("três" a "seis")

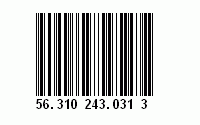
Código de identidade do Deutsche Post / DHL

É usado normalmente em representações numéricas que exijam integridade, como por exemplo:
- Documentos de identificação
  - brasileiros como CPF, CNPJ, RG etc.
  - portugueses como NIF, BI, etc.
- Códigos de Barras como  EAN, UPC e ITF.
- Códigos de pagamentos: Número de boleto de cobrança, código de concessionária pública etc.
- Códigos em geral: Agência bancária, conta corrente, número de matrícula etc.

## Exemplos
O método de cálculo desses dígitos varia conforme o caso, porém muitos deles se baseiam em duas rotinas tradicionais: Módulo 11 e Módulo 10.
Abaixo temos uma explicação do cálculo dessas duas rotinas:

### Módulo 11
Conforme o esquema abaixo, para calcular o primeiro dígito verificador, cada dígito do número, começando da direita para a esquerda (do dígito menos significativo para o dígito mais significativo) é multiplicado, na ordem, por 2, depois 3, depois 4 e assim sucessivamente, até o primeiro dígito do número.
O somatório dessas multiplicações é multiplicado por 10 e depois dividido por 11. O resto desta divisão (módulo 11) é o dígito verificador.
Para calcular o próximo dígito, considera-se o dígito anterior como parte do número e efetua-se o mesmo processo.
No exemplo, foi considerado o número 1201611227:
```
  +---+---+---+---+---+---+---+---+---+---+   +---+
  | 1 | 2 | 0 | 1 | 6 | 1 | 1 | 2 | 2 | 7 | - | 3 |
  +---+---+---+---+---+---+---+---+---+---+   +---+
    |   |   |   |   |   |   |   |   |   |  
    x3  x2  x9  x8  x7  x6  x5  x4  x3  x2
    |   |   |   |   |   |   |   |   |   |
    =3	=4  =0	=8  =42	=6  =5  =8  =6	=14 soma = 96
    +---+---+---+---+---+-> = (96 * 10 / 11) = 87, resto 3 => DV = 11 - 3 = 8

```

Considerando o número 2615336, onde o 6 é o dígito verificador e a validação é através do "módulo 11", este não seria considerado um número válido, pois o número correto é 2615339, onde 9 (resto 2 -> DV = 11 - 2 = 9) é o dígito verificador gerado pelo módulo 11.
O CPF utiliza o módulo 11 duas vezes seguidas (conforme o exemplo), obtendo dois dígitos verificadores.
Observações:
- Para calculo de CPF, CNPJ e similares, sempre que o resto da divisão for 0 ou 1, o dígito será 0.
- Para o código de barras, sempre que o resto for 0, 1 ou 10, deverá ser utilizado o dígito 1.

Cálculos variantes poderiam ocorrer, tal como substituir por uma letra, quando o cálculo do dígito final der 10 ou outro número escolhido. Exemplos são os casos da utilização do dígito verificador pelo Banco do Brasil, quando o cálculo resulta em 10, o dígito verificador utilizado é o X, e quando resulta em 11, o dígito verificador utilizado é 0, e da Caixa Econômica Federal e Bradesco, que quando o cálculo resulta em 10, o digito verificador utilizado é o 0 (no caso do Bradesco também pode ser P para poupanças).

### Módulo 10
Conforme o esquema abaixo, cada dígito do número, começando da direita para a esquerda (menos significativo para o mais significativo) é multiplicado, na ordem, por 2, depois 1, depois 2, depois 1 e assim sucessivamente.
Número exemplo: 261533-4
```
  +---+---+---+---+---+---+   +---+
  | 2 | 6 | 1 | 5 | 3 | 3 | - | 4 |
  +---+---+---+---+---+---+   +---+
    |   |   |   |   |   |
   x1  x2  x1  x2  x1  x2
    |   |   |   |   |   |
   =2 =12  =1 =10  =3  =6
    |   |   |   |   |   |
   =2  =3  =1  =1   =3  6 (Soma de cada dígito = 16)
    +---+---+---+---+---+-> = (16 / 10) = 1, resto 6 => DV = (10 - 6) = 4

```

Em vez de ser feito o somatório das multiplicações, será feito o somatório dos dígitos das multiplicações (para o exemplo proposto, o resultado da multiplicação 6x2 = 12, resultará na soma dos seus dígitos 1 + 2 = 3; para 5x2 = 10, será 1 + 0 = 1).
O somatório será dividido por 10 e se o resto (módulo 10) for diferente de zero, o dígito será 10 menos este valor.
Se o resto (módulo 10) for zero (0) o DV também será zero (0).
O Banco Itaú utiliza módulo 10 para a definição do digito verificador nas contas em suas agências no Brasil, sendo utilizado o número da agência com 4 dígitos e o número da conta com 5 digitos pra efeitos de definição do dígito verificador da conta, como demonstrado abaixo:

Exemplo: Agência 7681 Conta 93542-0
```
 +---+---+---+---+---+---+---+---+---+   +---+
 | 7 | 6 | 8 | 1 | 9 | 3 | 5 | 4 | 2 | - | 0 |
 +---+---+---+---+---+---+---+---+---+   +---+
    |   |   |   |   |   |   |   |   |
   x2  x1  x2  x1  x2  x1  x2  x1  x2
    |   |   |   |   |   |   |   |   |
  =14  =6 =16  =1 =18  =3 =10  =4  =4 
    |   |   |   |   |   |   |   |   |
   =5  =6  =7  =1  =9  =3  =1  =4  =4 (Soma de cada dígito = 40)
    +---+---+---+---+---+---+---+---+-> = (40 / 10) = 4, resto 0 => DV = (0 - 0) = 0 
```

Entre os algoritmos notáveis para o cálculo de dígitos verificadores estão os seguintes:
- Algoritmo de Luhn (1954)
- Algoritmo de Verhoeff (1969)

### Realização dos cálculos em C++
O código é bastante simples, consiste em receber uma string representando os números do CPF sem os dígitos verificadores, e um array do tipo short, que será preenchido com os valores da string mais os dígitos verificadores, sendo devolvida tanto a string como o array contendo os dígitos já calculados.

Há também um função que identifica os estados com base no antepenúltimo dígito (quando contado com os verificadores).
```
#include
 
<iostream>

#include
 
<string.h>

using
 
namespace
 
std
;

char
*
 
check_cpf
(
char
 
cpf
[],
 
short
*
 
nums
)

{

	
short
 
nums_multiplicados
[
11
];

	
short
 
nums_originais
[
11
];

	
int
 
numeros
 
=
 
0
;

	
int
 
multiplicador
 
=
 
10
;

	
int
 
soma
 
=
 
0
;

	
int
 
resto
 
=
 
0
;

	
int
 
digito
 
=
 
0
;

	
for
(
int
 
i
 
=
 
0
;
 
i
 
<
 
9
;
 
i
++
)

	
{

		
numeros
 
=
 
0
;

		
if
(
cpf
[
i
]
 
>=
 
'0'
 
&&
 
cpf
[
i
]
 
<=
 
'9'
)

		
{

			
nums_originais
[
i
]
 
=
 
cpf
[
i
]
 
-
 
'0'
;

			
nums_multiplicados
[
i
]
 
=
 
nums_originais
[
i
];

			
nums_multiplicados
[
i
]
 
=
 
nums_multiplicados
[
i
]
 
*
 
multiplicador
--
;

		
}

		
soma
 
+=
 
nums_multiplicados
[
i
];

	
}

	
resto
 
=
 
soma
 
%
 
11
;

	
if
(
resto
 
!=
 
0
 
&&
 
resto
 
!=
 
1
)

	
{

		
digito
 
=
 
11
 
-
 
resto
;

	
}

	
nums_originais
[
9
]
 
=
 
digito
;

	
cpf
[
9
]
 
=
 
'0'
 
+
 
digito
;

	
multiplicador
 
=
 
11
;

	
soma
 
=
 
0
;

	
resto
 
=
 
0
;

	
digito
 
=
 
0
;

	
for
(
int
 
i
 
=
 
0
;
 
i
 
<
 
10
;
 
i
++
)

	
{

		
nums_multiplicados
[
i
]
 
=
 
nums_originais
[
i
];

		
nums_multiplicados
[
i
]
 
=
 
nums_multiplicados
[
i
]
 
*
 
multiplicador
--
;

		
soma
 
+=
 
nums_multiplicados
[
i
];

	
}

	
resto
 
=
 
soma
 
%
 
11
;

	
if
(
resto
 
!=
 
0
 
&&
 
resto
 
!=
 
1
)

	
{

		
digito
 
=
 
11
 
-
 
resto
;

	
}

	
nums_originais
[
10
]
 
=
 
digito
;

	
cpf
[
10
]
 
=
 
'0'
 
+
 
digito
;

	
for
(
int
 
i
 
=
 
0
;
 
i
 
<
 
11
;
 
i
++
)

	
{

		
nums
[
i
]
 
=
 
nums_originais
[
i
];

	
}

	
return
 
cpf
;

}

void
 
cpf_lugar
(
char
 
cpf
[])

{

	
switch
(
cpf
[
8
])

	
{

	
case
 
'0'
:

		
cout
 
<<
 
"Rio Grande do Sul"
 
<<
 
endl
;

		
break
;

	
case
 
'1'
:

		
cout
 
<<
 
"Distrito Federal, Goiás, Mato Grosso, Mato Grosso do Sul e Tocantins"
 
<<
 
endl
;

		
break
;

	
case
 
'2'
:

		
cout
 
<<
 
"Amazonas, Pará, Roraima, Amapá, Acre e Rondônia"
 
<<
 
endl
;

		
break
;

	
case
 
'3'
:

		
cout
 
<<
 
"Ceará, Maranhão e Piauí"
 
<<
 
endl
;

		
break
;

	
case
 
'4'
:

		
cout
 
<<
 
"Paraíba, Pernambuco, Alagoas e Rio Grande do Norte"
 
<<
 
endl
;

		
break
;

	
case
 
'5'
:

		
cout
 
<<
 
"Bahia e Sergipe"
 
<<
 
endl
;

		
break
;

	
case
 
'6'
:

		
cout
 
<<
 
"Minas Gerais"
 
<<
 
endl
;

		
break
;

	
case
 
'7'
:

		
cout
 
<<
 
"Rio de Janeiro e Espírito Santo"
 
<<
 
endl
;

		
break
;

	
case
 
'8'
:

		
cout
 
<<
 
"São Paulo"
 
<<
 
endl
;

		
break
;

	
case
 
'9'
:

		
cout
 
<<
 
"Paraná e Santa Catarina"
 
<<
 
endl
;

		
break
;

	
}

}

//078539806-63 cpf falso para testes

int
 
main
(
int
 
argc
,
 
char
 
*
argv
[])

{

	
short
 
num_cpf
[
11
];

	
char
 
cpf
[
11
];

	
strcpy
(
cpf
,
 
"078539806"
);

	
cout
 
<<
 
check_cpf
(
cpf
,
 
num_cpf
)
 
<<
 
endl
;

	
return
 
0
;

}

```